# فهرست شخصیت‌های دختر کفشدوزکی و پسر گربه‌ای
این مقاله فهرست شخصیت‌های انیمیشن دختر کفشدوزکی و پسر گربه‌ای است.

## نمای کلی
| شخصیت               | صداپیشه            |
| ------------------- | ------------------ |
| مرینت دوپن چنگ      | Anouck Hautbois    |
| آدرین اگرست         | Benjamin Bollen    |
| تیکی                | Marie Nonnenmacher |
| پلگ                 | Thierry Kazazian   |
| نوروو               | Martial Le Minoux  |
| گابریل اگرست        | Antoine Tomé       |
| وانگ‌فو              | Gilbert Levy       |
| تام دوپن            | Martial Le Minoux  |
| سابین چنگ           | Jessie Lambotte    |
| آلیا سزار           | Fanny Bloc         |
| کلوئی بوژوا         | Marie Chevalot     |
| نینو لاهیف          | Alexandre Nguyen   |
| سابرینا رینکامپریکس | Marie Nonnenmacher |
| ناتالی سانکور       | Marie Chevalot     |

## شخصیت‌های اصلی
- مرینت دوپن چنگ / لیدی‌باگ

- آدرین اگرست / کت‌نوآر

- گابریل اگرست / هاک‌ماث / شدوماث / مونارک

پدر آدرین اگرست، صاحب میراکلس پروانه
- تیکی

کوامی مرینت دوپن چنگ
- پلگ

کوامی آدرین اگرست

## شخصیت‌های مکمل
- آلیا سزار / روباه قرمز

دوست صمیمی مرینت
- نینو لاهیف / کاراپیس

دوست صمیمی آدرین
- کلوئی بورژوا / ملکه زنبور

صاحب قبلی میراکلس زنبور و دوست صمیمی لایلا
- تام دوپن

پدر مرینت
- سابین چنگ

مادر مرینت
- استاد فو / لاک‌پشت یشمی

نگهبان قبلی میراکلس‌ها
- ناتالی سانکور / مایورا

دستیار شخصی و محافظ گابریل اگرست
- گوریل

محافظ آدرین
- لایلا راسی / آیریس وردی / جادوگر فازی / دافنه آزوری

- کاگامی تسوروگی

صاحب میراکلس اژدها
- فلیکس فتوم / آرگوس

صاحب میراکلس طاووس
- لوکا کوفین صاحب میراکلس مار

انه کوفین

الکساندر / الکسا

## شخصیت‌های دیگر
- سوکلین وانگ (دختر خاله مرینت)

### دانش آموزان مدرسه فرانسوا دوپون
- لی چیان کیم (صاحب میراکلس میمون)
- آلیکس کوبدل (صاحب میراکلس خرگوش)
- مکس کانته (صاحب میراکلس اسب)
- میلین هاپرل (صاحب میراکلس موش)
- ایوان بروئل (صاحب میراکلس گاومیش)
- سابرینا رینکامپری (صاحب میراکلس سگ)
- جولکا کوفین (صاحب میراکلس ببر)
- رز لاویلانت(صاحب میراکلس خوک یا پیگلا)
- زوئه لی (صاحب میراکلس زنبور)
- ناتانیل کورتزبرگ (صاحب میراکلس خروس)
- مارک آنسیل (صاحب میراکلس بز)

### مسئولان مدرسه فرانسوا دوپون
- کالین باستیر
- آقای دموکلیس
- خانم مندلیف
- آرماند دآرژنکور
- فرد هاپرل